# El orgullo del tercer mundo
El orgullo del tercer mundo es el título de una serie de 16 programas de humor emitidos por La 2 de Televisión Española entre 1993 y 1994 y protagonizados por el dúo cómico Faemino y Cansado. Los programas fueron grabados prácticamente sin cortes en la sala Galileo Galilei de Madrid con la participación de público real y con una duración que no alcanzaba los treinta minutos. "El orgullo del tercer mundo" supuso en buena medida la consagración del dúo madrileño ante el público español, pese a que no era su primera intervención televisiva y a que ninguno de sus programas alcanzó grandes cotas de audiencia. También se emitió a finales de los años 90 en Buzz.

## Puesta en escena
Sobre un escenario totalmente sobrio (bambalinas negras, telón de fondo negro, suelo negro), los dos personajes, vestidos totalmente de negro, se presentan con una única nota de color: unos tirantes. Rojos los de Faemino y azules los de Cansado. Esta escenografía básica se enriquece en ocasiones con elementos de atrezzo muy básicos y en ocasiones intencionadamente ridículos: americanas de lentejuelas roja y azul en la presentación, una bata de médico en la escena del psiquiatra, una gorra de plato para revestir de autoridad a un personaje concreto, etc.
Con todo ello, la atención de espectador está totalmente centrada en los diálogos y en la gestualidad de los actores sobre la escena.

## Estructura delShow
Al más puro estilo de otros grandes humoristas como Miguel Gila o Tip y Coll, Faemino y Cansado utilizan en sus gags la elevación al absurdo de realidades cotidianas y provocan la complicidad del público a base de la repetición de sketchs cuya puesta en escena o cuyo final, por repetición, el público espera y celebra. Su humor es generalmente blanco y prácticamente atemporal. Son raras las alusiones a cuestiones de actualidad y mucho más raras o casi inexistentes las políticas o las religiosas. La estructura de todos los programas de "El orgullo del tercer mundo" era la misma, sucediéndose en cada uno de ellos una presentación prácticamente idéntica, una serie de episodios humorísticos breves y una actuación final de despedida a cargo de los alter ego de Faemino y Cansado llamados Arroyito y Pozuelón en clara referencia a los apellidos reales de los dos actores: Arroyo y Pozuelo.

### Presentación
Cansado (cuyo papel en el dúo -locuaz hasta la verborrea, algo petulante y con constantes referencias culturales que ridiculizaban la pedantería de algunos personales populares- podría asimilarse al del Clown al que daba la réplica el Augusto en el circo tradicional) abría el show dando las gracias por los aplausos del público presente a unos artistas "que todo esto lo hacemos por la pasta".

### Escena del psiquiatra
Una de las escenas que se repetía con muy ligeras variaciones, pero que -aun así- era una de las favoritas del público, representaba la consulta de un psiquiatra (Cansado) al que acudía un paciente (Faemino) atormentado por escuchar a todas horas el balar de los corderos que van al matadero -en referencia a la película "El silencio de los corderos" (1991) que se popularizó en esa época-. El psiquiatra indefectiblemente le recetaba como solución no comer cordero y comer "solo verdura", el paciente se iba muy satisfecho y libre de toda angustia, pero regresaba en repetidas ocasiones para que el galeno le puntualizase si esta o aquella parte del cordero o de otro animal "era verdura".

### "Yo leo a Kierkegaard"
Otra de las escenas habituales, quizá de las más absurdas, representaba a una figura de autoridad (Cansado), que podía ser el guarda de seguridad de unos grandes almacenes o el portero de un cine, que impedía que un cliente o transeúnte se saliese con la suya (entrar sin pagar, llevarse un objeto). El cliente (Faemino) intentaba sin éxito dar razones de lo más peregrino al guarda hasta que este, hastiado, le amenazaba con llevarle "al calabozo" de los grandes almacenes o del local de que se tratase. En ese momento, Faemino, como solución final, exclamaba "¡Qué va, qué va, qué va...!" y todo el público, previamente aleccionado, repetía a coro: "¡¡Yo leo a Kierkegaard!!" ante lo que el guarda, atónito, le franqueaba el paso diciendo: "¡Ah, bueno! ¡En ese caso!"

### Despedida
Las actuaciones terminaban con la actuación de "Arroyito y Pozuelón" dos personajes que pretendían ser contadores de chistes "subcampeones del torneo de chistes de Wimbledon porque a los españoles no se les da bien contar chistes sobre hierba" y que aparecían en escena al ritmo de la rumba "Dame veneno" de Los Chunguitos ataviados con americana blanca, camisa con chorreras, una copa de brandy en la mano y un cigarrillo o un mondadientes en la boca. Con la excusa de contar el uno al otro a veces un chiste, otras veces simplemente alguna demencial anécdota, Arroyito y Pozuelón parodiaban el habla popular y exagerada del español de determinada clase, sobre todo de barrio y sus estilos de comportamiento, generalmente en los bares. El final del chiste o la historia coincidía con la despedida de la actuación.

## Éxito
Pese a exhibirse con cierta discontinuidad y en una cadena (La 2) que se autoproclamaba como dirigida a "una inmensa minoría", la serie alcanzó un más que notable éxito y se editó posteriormente en formato de libro+DVD por la editorial Aguilar. La audiencia media de las primeras emisiones a media noche era de 700.000 espectadores y en la remisión del 94 en prime time alcanzaban el millón de espectadores. "El orgullo del tercer mundo" se ha convertido para muchos admiradores del humor del absurdo español en todo un clásico.